# Crepidomanes rupicolum
Crepidomanes rupicolum är en hinnbräkenväxtart som först beskrevs av Marian Raciborski, och fick sitt nu gällande namn av Edwin Bingham Copeland. Crepidomanes rupicolum ingår i släktet Crepidomanes och familjen Hymenophyllaceae. Inga underarter finns listade.